# Saraca monadelpha
Saraca monadelpha är en ärtväxtart som beskrevs av W.J.de Wilde. Saraca monadelpha ingår i släktet Saraca och familjen ärtväxter. Inga underarter finns listade i Catalogue of Life.